# Nuevo, California
Nuevo, California (енгл. Nuevo) насељено је место без административног статуса у америчкој савезној држави Калифорнија.

## Демографија
По попису из 2010. године број становника је 6.447, што је 2.312 (55,9%) становника више него 2000. године.
| Група             | 2000.         | 2010.         |
| Белци             | 2.702 (65,3%) | 2.601 (40,3%) |
| Афроамериканци    | 86 (2,1%)     | 113 (1,8%)    |
| Азијати           | 54 (1,3%)     | 82 (1,3%)     |
| Хиспаноамериканци | 1.215 (29,4%) | 3.514 (54,5%) |
| Укупно            | 4.135         | 6.447         |